# Square Mignot
Le square Mignot est une voie du 16e arrondissement de Paris, en France.

## Situation et accès
Le square Mignot est une voie située dans le 16e arrondissement de Paris. Il débute au 20 bis-22 bis, rue Pétrarque et se termine en impasse. Il mesure 51 mètres de longueur et 15 de largeur.

## Origine du nom

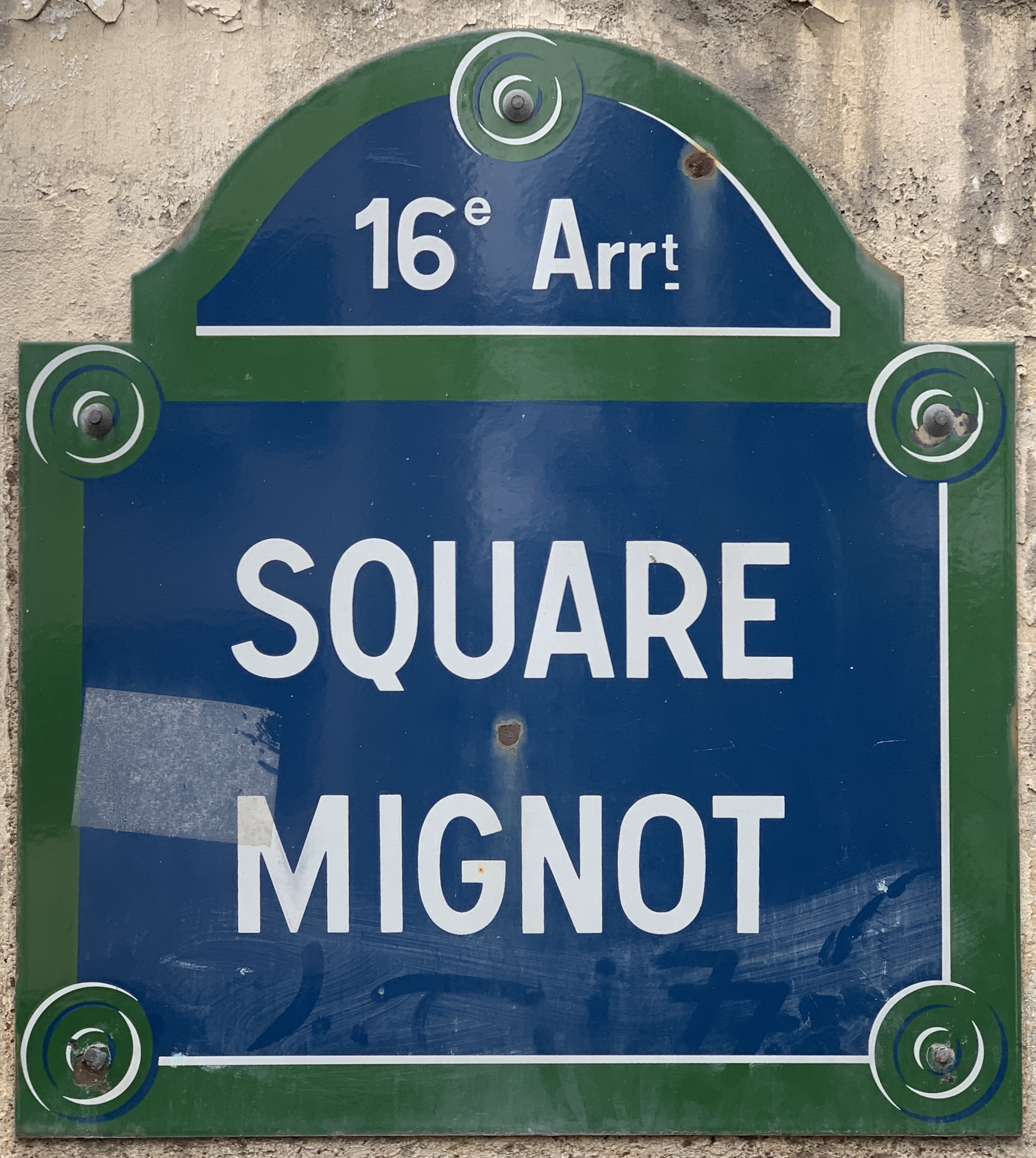
Plaque du square.

Cette voie est nommée d'après le nom du propriétaire des terrains sur lesquels elle a été ouverte.

## Historique
Le square prend sa dénomination actuelle en 1931 et est ouvert à la circulation publique par un arrêté du 23 juin 1959.

## Source
- Jacques Hillairet, Dictionnaire historique des rues de Paris, t. 2, Éditions de Minuit, 1985, 1583 p. (ISBN 2-7073-1054-9), p. 130.